# Херитиџ Хилс (Њујорк)
Херитиџ Хилс (енгл. Heritage Hills) насељено је место без административног статуса у америчкој савезној држави Њујорк.

## Демографија
По попису из 2010. године број становника је 3.975, што је 292 (7,9%) становника више него 2000. године.
| Група             | 2000.         | 2010.         |
| Белци             | 3.539 (96,1%) | 3.724 (93,7%) |
| Афроамериканци    | 32 (0,9%)     | 51 (1,3%)     |
| Азијати           | 54 (1,5%)     | 82 (2,1%)     |
| Хиспаноамериканци | 40 (1,1%)     | 88 (2,2%)     |
| Укупно            | 3.683         | 3.975         |